# Distrito de Manas (Kirguistán)
El distrito de Manas (en kirguís: Манас району) es uno de los rayones (distrito) de la provincia de Talas en Kirguistán. Tiene como capital la ciudad de Pokrovka.